# Place du Marché-aux-Cochons
Pour les articles homonymes, voir Place du Marché-aux-Cochons-de-Lait et Place du Marché.
La place du Marché-aux-Cochons (en occitan : plaça del Mercat del Pòrc) est une voie de Toulouse, chef-lieu de la région Occitanie, dans le Midi de la France.

## Situation et accès

### Description
La place du Marché-aux-Cochons est une voie publique. Elle se trouve dans le quartier des Minimes, dans le secteur 3 - Nord.

### Voies rencontrées
La place du Marché-aux-Cochons rencontre les voies suivantes, dans l'ordre des numéros croissants :
1. Avenue des Minimes
2. Rue du Caillou-Gris
3. Rue du Général-Bourbaki

## Odonymie
La place tient son nom du marché aux cochons vivants qui s'y est tenu, chaque vendredi, entre le milieu du XIXe siècle et 1914. Elle n'en a pas changé depuis son aménagement vers 1860.

## Patrimoine et lieux d'intérêt
- no  3 : médiathèque des Minimes[2].
- no  4 : maison de la Citoyenneté.
- no  6 : centre culturel des Minimes[3].